# Tetrahymena

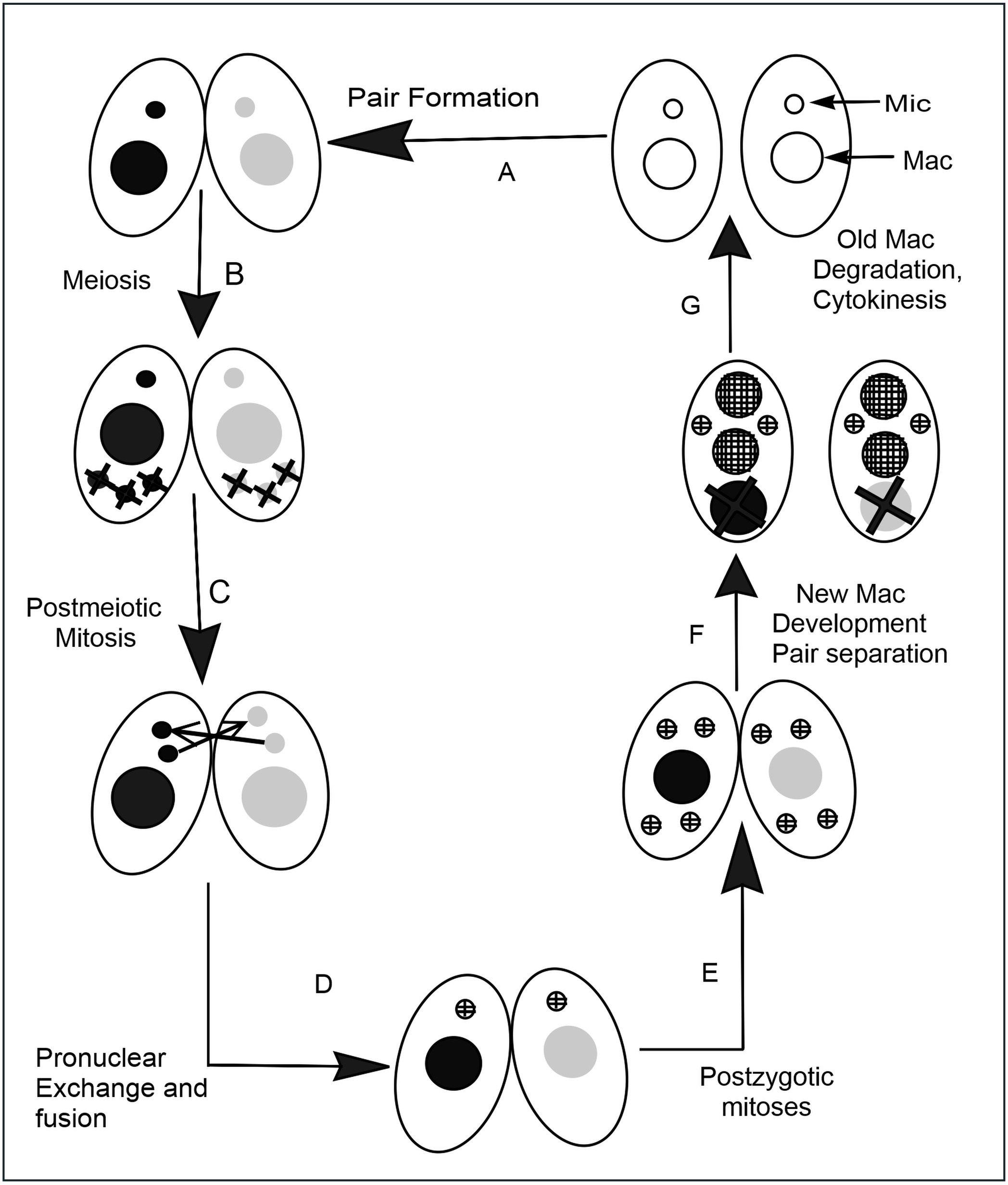
Cycle du tetrahymena

Genre
Tetrahymena est un genre de ciliés pouvant être commensaux ou pathogènes. Les espèces sont très communes dans l'eau douce. Ses dimensions normales sont de 50 µm de longueur et de 20 µm de largeur.
Les chercheurs en biochimie utilisent les espèces Tetrahymena thermophila et Tetrahymena pyriformis comme organisme modèle.
On a par exemple montré que cette espèce dispose de récepteurs hormonaux, dont l'un induit la production de mélatonine  par le protozoaire, quand il est exposé à de faibles dose de cette hormone, notamment impliqué dans la photoadaptation avec des effets d'attractivité vers la lumière  le jour, de chemotactisme la nuit et autres.
Tetrahymena thermophila a la particularité d'exister en 7 sexes (types sexuels) différents, ce qui donne 21 différentes combinaisons possibles d'accouplement, chacun de ces sexes étant incompatible avec lui-même. Chaque organisme "décide" via un processus stochastique du sexe qu'il aura durant l'accouplement.
Chez le poisson guppy, la Tetrahymena est responsable d'une maladie nommée Guppy Killers.

## Cycle de vie
Le cycle de vie de la Tetrahymena est en enchaînement de stades sexués et asexués. En milieu riche en nutriments, pendant la croissance végétative, les cellules se reproduisent asexuellement par fission binaire. Ce type de division cellulaire se produit par une séquence d'évènements morphogénétiques qui aboutit au développement d'ensembles de structures cellulaires en double, un pour chaque cellule fille. Ce n'est que pendant les conditions de famine que les cellules s'engagent dans la conjugaison sexuelle, l'appariement et la fusion avec une cellule de type d'accouplement opposé. La tetrahymena  a sept types d'accouplement ; chacun d'entre eux peut s'accoupler avec l'un des six autres sans préférence, mais pas avec son propre type.
Typique des ciliés, T. thermophila différencie son génome en deux types de noyaux fonctionnellement distincts, chacun utilisé spécifiquement pendant les deux différentes étapes du cycle de vie. Le micronoyau de la lignée germinale diploïde est silencieux sur le plan de la transcription et ne joue un rôle que pendant les étapes de la vie sexuelle. Le noyau germinal contient 5 paires de chromosomes qui codent les informations héréditaires transmises d'une génération sexuelle à l'autre. Lors de la conjugaison sexuelle, les produits méiotiques des micro-nucléaires haploïdes des deux cellules parentales fusionnent, entraînant la création d'un nouveau micro et macro-noyau dans les cellules de la progéniture. La conjugaison sexuelle se produit lorsque des cellules affamées pendant au moins 2 heures dans un milieu pauvre en nutriments rencontrent une cellule de type complémentaire. Après une brève période de costimulation d'environ 1 heure, les cellules affamées commencent à s'accoupler à leurs extrémités antérieures pour former une région spécialisée de la membrane appelée jonction de conjugaison.
Deux cellules de tetrahymena qui sont de types d'accouplement complémentaires s'accouplent pour échanger leurs noyaux pendant la conjugaison sexuelle.
C'est à cette zone de jonction que se forment plusieurs centaines de pores de fusion, permettant l'échange mutuel de protéines, d'ARN et éventuellement d'un produit méiotique de leur micro-noyau. Tout ce processus prend environ 12 heures à 30 °C, mais encore plus longtemps à des températures plus basses. La séquence des évènements pendant la conjugaison est décrite en anglais dans la figure ci-jointe (figure "cycle du tetrahymena").

## Liste d'espèces
Selon ITIS:
- Tetrahymena geleii  Furgason, 1940
- Tetrahymena limacis
- Tetrahymena patula
- Tetrahymena pyriformis (Ehrenberg, 1830) Lwoff, 1947
- Tetrahymena rostrata
- Tetrahymena vorax Kidder Lilly Claf

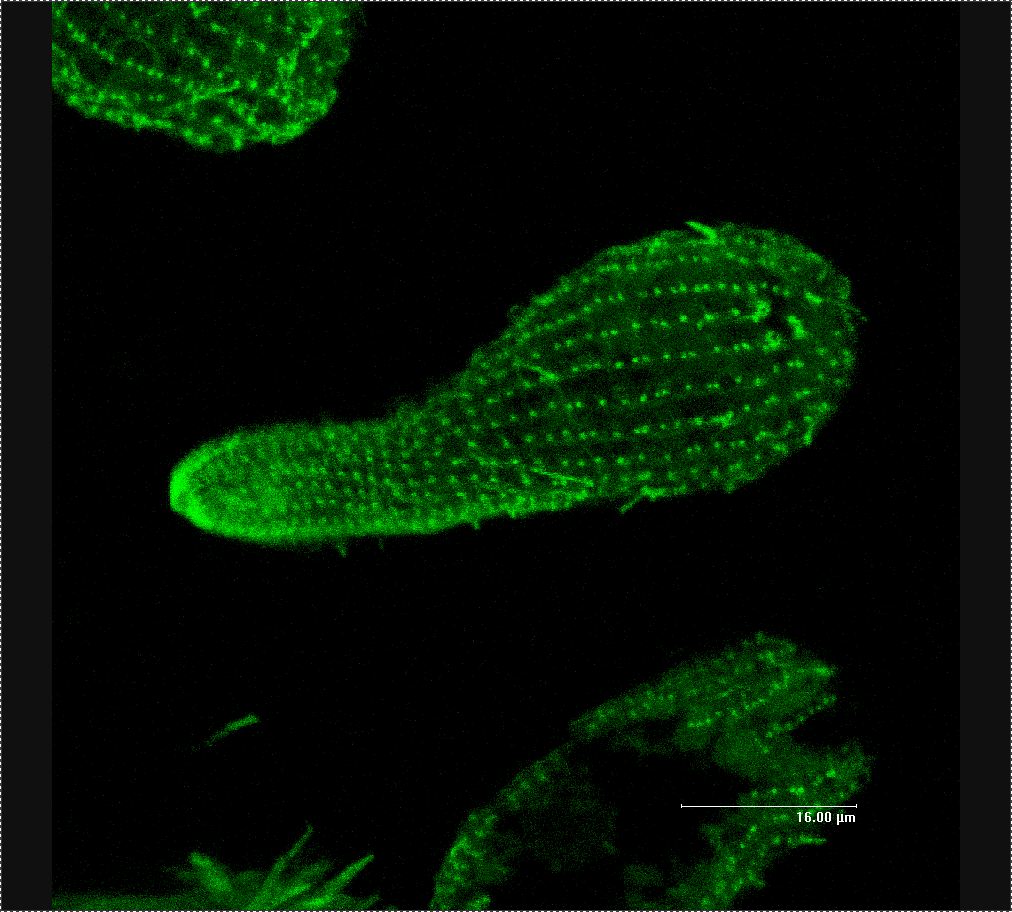
Répartition de la β-tubuline
chez Tetrahymena sp. (marquage à la GFP)

## Mécanisme unique d'épissage des introns de son ARNmessager
Tetrahymena est connu comme étant un cas exceptionnel en biologie moléculaire. En effet, l'épissage des introns de certains ARN précurseurs est catalysé par l'ARN transcrit lui-même. Chez Tetrahymena, le précurseur de l'ARN ribosomique contient un intron qui est capable de s'épisser seul, en l'absence de facteurs externes. Dans l'immense majorité autres eucaryotes, c'est le splicéosome qui remplit cette fonction en trans. On a trouvé depuis ce type d'introns auto-épissables chez d'autres ciliés, dans des gènes mitochondriaux et chez certains virus comme le bactériophage T4). Cette découverte a permis de démontrer que, pour la première fois, une molécule d'ARN pouvait, dans certains cas, agir comme une enzyme et catalyser une réaction biochimique spécifique. Ces ARN à action enzymatique ont été appelés ribozymes. Le ribosome (l'ARN ribosomique de la grande sous unité) est un ribozyme.

## Intérêt de la T. thermophila dans la recherche et l'éducation
La tetrahymena a été un modèle utile pour la recherche fondamentale notamment parce qu'elle est facile à cultiver et qu'elle présente une série de processus complexes, le tout au sein d'une seule cellule. Pour ces mêmes raisons, tetrahymena a montré un énorme potentiel en tant qu'outil d'enseignement des principes fondamentaux de la biologie à de multiples niveaux d'enseignement scientifique.
L'élaboration spéciale de certains mécanismes eucaryotes de base du tetrahymena ont facilité des découvertes notamment :
- Première cellule dont la division a été synchronisée, ce qui a permis de découvrir l'existence de mécanismes de contrôle du cycle cellulaire.
- Identification et purification du premier moteur cytosquelettique, la dynéine, et détermination de l'activité directionnelle.
- Participation à la découverte des lysosomes et des peroxysomes.
- L'une des premières descriptions moléculaires du réarrangement programmé du génome somatique.
- Découverte de la structure moléculaire des télomères, de l'enzyme télomérase, du rôle de modèle de l'ARN télomérase et de leurs rôles dans la sénescence cellulaire et la guérison des chromosomes.
- Co-découverte d'ARN catalytique (ribozymes), récompensée par le prix Nobel
- Découverte de la fonction d'acétylation des histones dans la transcription.